# Rib Mountain (Wisconsin)
Rib Mountain – miasto w Stanach Zjednoczonych, w stanie Wisconsin, w hrabstwie Marathon.